# Little Falls (Minnesota)
Little Falls – miasto w Stanach Zjednoczonych, w stanie Minnesota, siedziba administracyjna hrabstwa Morrison.